# Markku Uusipaavalniemi
Markku Juhani Uusipaavalniemi (* 23. November 1966 in Karkkila) ist ein finnischer Curler und Politiker.
Sein bisher größter Erfolg ist der Gewinn der Goldmedaille bei der Europameisterschaft 2000 in Oberstdorf. Darüber hinaus gewann er zwei Bronzemedaillen bei Weltmeisterschaften (1998 in Kamloops und 2000 in Glasgow) und zwei Bronzemedaillen bei Europameisterschaften (1999 in Chamonix und 2001 in Vierumäki).
2005 gewann Uusipaavalniemi in Andorra die erstmals ausgetragene Mixed-Europameisterschaft, zusammen mit Kirsi Nykänen, Teemu Salo und Tiina Kautonen. Bei den Olympischen Winterspielen 2006 gewann er die Silbermedaille.
Beim Curling-Continental-Cup 2006 wurde er zum besten Spieler ausgezeichnet.
Sein Spitzname lautet „U-15“ oder „M-15“, wobei fünfzehn für die Anzahl Buchstaben in seinem Nachnamen steht. Er lebt in Hyvinkää, ist nebenberuflich als Mathematiker tätig und kann innerhalb einer halben Minute einen Rubik-Würfel vollenden.
Im März 2007 wurde Uusipaavalniemi als Abgeordneter des finnischen Parlaments gewählt. Er gehörte zunächst der Zentrumspartei an und trat 2010 der Partei der Basisfinnen (auch bekannt als Wahre Finnen) bei und war seit dem bis April 2011 Mitglied der Fraktion der Basisfinnen im Parlament.